# Eriophorum triste
Eriophorum triste — вид трав'янистих рослин родини осокові (Cyperáceae). Цей арктичний вид поширений в Алясці, Канаді, пн. Гренландії, архіпелазі Шпіцберген, північно-східній Азії. Етимологія: лат. tristis — «тьмяний, журливий».

## Таксономічні примітки
Eriophorum triste відрізняється від E. angustifolium тим що найбільш верхня листова піхва лійкоподібна проти циліндричної; квітоніжка дугоподібна, шорстка, до 2 см завдовжки в порівнянні з пониклою, в основному гладкою, довжиною до 5–10 см; квітучі колоски від яйцеподібної до майже сферичної форми проти довгасто-яйцеподібної або довгасто-еліптичної; плодові голови оберненояйцевиді проти колоколовидих або вузько дзвонових; луски червонувато і без білуватих країв проти коричнювато-сірих, сіруватих, червонуватих або іржавих з білими краями; пиляки (1.8)2.5–2.8(3) мм проти (2.5)3–4(5) мм; сім'янки широко оберненояйцеподібні, 2–2.5 мм проти довгасто-оберненояйцевидих або довгасто-еліптичних, (2.5)2.8–3(3.5) мм завдовжки; і число хромосом 2n= 60 проти 2n=58.

## Опис
Це багаторічна трав'яниста рослини, яка формує килими, завдяки великій горизонтальній системі довгих, розгалужених кореневищ з червонувато-коричневого кольору лускатим листям. Кореневищні гілки довжиною 4–10 см між повітряними пагонами. Стебла до 30 см. Суцвіття: великі луски 1–3 см; квітоніжки 5–20 мм, зазвичай шорсткі. Луски від сірого до чорного кольору, як правило, з блідими краями. Кожна квітка в колоску виробляє горішок.

## Відтворення
Статеве розмноження насінням; ефективне локальне вегетативне розмноження за допомогою кореневищ, які можуть фрагментуватися. Вітрозапильний вид. Горіхи не дозрівають щороку. Горіхи ефективно поширюється вітром. Поширення фрагментів кореневищ птахами або водою можливе.

## Поширення
Цей арктичний вид поширений в Алясці, Канаді, пн. Ґренландії, архіпелазі Шпіцберген, північно-східній Азії.
Населяє тундру, снігопокривні місця, луки.